# Siegfried Neumann (Volkskundler)
Siegfried Armin Neumann (* 5. April 1934 in Kinkeim, Kreis Bartenstein, Ostpreußen; † 7. April 2025) war ein deutscher Germanist, niederdeutscher Volkskundler und Hochschullehrer.

## Leben
Siegfried Neumann, Sohn eines Fischers und einer Schneiderin, kam auf der Flucht aus Ostpreußen nach Mecklenburg. Nachdem er 1953  in Neubrandenburg die Reifeprüfung bestanden hatte, studierte er an der Universität Rostock Germanistik mit den Nebenfächern Theatergeschichte und Volkskunde. Als Diplom-Germanist widmete er sich ab 1957 der niederdeutschen Volkskunde. Er war wissenschaftlicher Aspirant und Assistent im Institut für deutsche Volkskunde der Deutschen Akademie der Wissenschaften, der Wossidlo-Forschungsstelle in Rostock. 1961 wurde er an der Humboldt-Universität zu Berlin zum Dr. phil. promoviert. In der Wossidlo-Forschungsstelle war er wissenschaftlicher Oberassistent (1962), Arbeitsleiter (1970) und Forschungsgruppenleiter (1988–1991) im Wissenschaftsbereich Kulturgeschichte / Volkskunde des nunmehrigen Zentralinstituts für Geschichte der Akademie der Wissenschaften der DDR, Außenstelle Rostock.
Nach der Deutschen Wiedervereinigung war er Leiter des Archivs von Richard Wossidlo, das im Januar 1991 zum Institut für Volkskunde in Mecklenburg-Vorpommern umbenannt wurde. Als Institutsleiter oblag ihm 1992/93 ein Forschungsprojekt im Rahmen der Koordinierungs- und Aufbau-Initiative. Anschließend war er fünf Jahre wissenschaftlicher Mitarbeiter der Akademie der Wissenschaften zu Göttingen. Die Universität Rostock erteilte ihm 1999 einen Lehrauftrag und ernannte ihn 2001 zum Honorarprofessor.

## Publikationen (Auswahl)
- Ein mecklenburgischer Volkserzähler. Berlin 1968, 5. Auflage 1979.
- Mecklenburgische Volksmärchen. Berlin 1971, 2. Auflage 1973.
- Mecklenburgs Sprichwortschatz. Rostock 2005.

Herausgeberschaften
- Volksschwänke aus Mecklenburg – aus der Sammlung von Richard Wossidlo. Institut für dt. Volkskunde, Band 30, Akademie-Verlag, Berlin 1963.
- mit Ulrich Bentzien: Mecklenburgische Volkskunde. Rostock 1988, ISBN 978-3-356-00173-0.
- Volksleben und Volkskultur in Vergangenheit und Gegenwart. Bern 1993, ISBN 978-3-906750-98-9.
- Richard Wossidlo und das Wossidlo-Archiv in Rostock. (= Wossidlo-Archiv: Kleine Schriften, Heft 2), Rostock 1994, urn:nbn:de:gbv:28-rosdok_ppn1891207644-1.
- Volkskunde und Niederdeutsch in Mecklenburg-Vorpommern. (= Wossidlo-Archiv: Kleine Schriften, Heft 3), Rostock 1997, urn:nbn:de:gbv:28-rosdok_ppn1891220217-9.
- Friedrich der Große in der pommerschen Erzähltradition. (= Wossidlo-Archiv: Kleine Schriften, Heft 5), Rostock 1997, urn:nbn:de:gbv:28-rosdok_ppn1891238086-9.
- Von Ostpreußen über Sachsen und Thüringen nach Niedersachsen. Die Autobiographie des Arno Zimmermann. (= Wossidlo-Archiv: Kleine Schriften, Heft 7), Rostock 2000, urn:nbn:de:gbv:28-rosdok_ppn1891246860-0.
- Geschichte und Geschichten. Studien zu Entstehung und Gehalt historischer Sagen und Anekdoten. (= Wossidlo-Archiv: Kleine Schriften, Heft 8), Rostock 2000, urn:nbn:de:gbv:28-rosdok_ppn1891264982-4.
- Mündliches Erzählen und Mundartliteratur. (= Wossidlo-Archiv: Kleine Schriften, Heft 9), Rostock 2002, urn:nbn:de:gbv:28-rosdok_ppn1891265466-2.
- Plattdeutsche Märchen und Legenden in der Volksüberlieferung Mecklenburgs. (= Wossidlo-Archiv: Kleine Schriften, Heft 10), Rostock 2004, urn:nbn:de:gbv:28-rosdok_ppn1891271210-9.
- Märchenforschung in Mecklenburg. (= Wossidlo-Archiv: Kleine Schriften, Heft 11/12), Rostock 2005, urn:nbn:de:gbv:28-rosdok_ppn1891271881-8.
- Beiträge zur Erzählforschung in Vorpommern. (= Wossidlo-Archiv: Kleine Schriften, Heft 13/14), Rostock 2006, urn:nbn:de:gbv:28-rosdok_ppn1891273345-7.
- Karl Baumgarten und Ulrich Bentzien. Zwei Volkskundler aus Mecklenburg-Vorpommern in der Nachfolge Richard Wossidlos. (= Wossidlo-Archiv: Kleine Schriften, Heft 15), Rostock 2008, urn:nbn:de:gbv:28-rosdok_ppn1891274406-0.
- Heinrich Tiedemann – Volkserzähler und volkskundlicher Zeitzeuge. (= Wossidlo-Archiv: Kleine Schriften, Heft 17), Rostock 2011, urn:nbn:de:gbv:28-rosdok_ppn1891275356-5.
- Lutz Röhrichs publizistisches Lebenswerk. (= Wossidlo-Archiv: Kleine Schriften, Heft 18), Rostock 2012, urn:nbn:de:gbv:28-rosdok_ppn1891275402-8.
- Erzähler, Erzählstoff, Erzählkunst. (= Wossidlo-Archiv: Kleine Schriften, Heft 19/20), Rostock 2012, urn:nbn:de:gbv:28-rosdok_ppn1891275461-3.
- Grimmsche Märchen in mündlicher Variation. Die westpreußische Erzählerin Berta Freiwald. (= Wossidlo-Archiv: Kleine Schriften, Heft 21), Rostock 2013, urn:nbn:de:gbv:28-rosdok_ppn1891275534-0.
- Märchen-Reminiszenzen. (= Wossidlo-Archiv: Kleine Schriften, Heft 22), Rostock 2014, urn:nbn:de:gbv:28-rosdok_ppn1891275631-6.
- Beiträge zur Sprichwortforschung. (= Wossidlo-Archiv: Kleine Schriften, Heft 23), Rostock 2015, urn:nbn:de:gbv:28-rosdok_ppn1891281615-0.

## Ehrungen
- Kulturpreis der Hansestadt Rostock (1980)
- Europäischer Märchenpreis (1999)
- Johannes-Gillhoff-Preis (2003)